# Turmhügel Zanklau
Der Turmhügel Zanklau befindet sich südlich des Ortes Zanklau, eines Gemeindeteils der niederbayerischen Stadt Landau an der Isar im Landkreis Dingolfing-Landau. Er liegt unmittelbar südlich von Zaklau und 800 m westsüdwestlich der Stadtpfarrkirche von Landau. Er wird als Bodendenkmal unter der Aktennummer D-2-7342-0014 im Bayernatlas als „Turmhügel des Mittelalters“ geführt.

## Beschreibung
Der ansehnliche Turmhügel Zanklau liegt in einem Knie der Isar auf einer 60 m über dem Talgrund befindlichen Anhöhe. Es ist ein steil geböschter Burgkegel mit einem annähernd runden Plateau von etwa 40 m Durchmesser, der von dem weiter ansteigenden Zanklberg durch einen breiten, steil geböschten Graben abgetrennt wird. Der Graben mit breiter Sohle läuft an beiden Enden in den Steilhang aus. Das Plateau weist an seinem Südwesthang Spuren eines Randwalles auf. Der Burgkegel fällt zu dem Graben um 16 m ab. Dieser weist eine 10 m breite Sohle auf, die 180 m ringsum um den Burgkegel verläuft und nur geringe Niveauunterschiede besitzt. Nach außen zu steigt die Grabenböschung um 8 bis 40 cm an. Das Vorgelände wird vom Burgkegel um 6 m überragt.
Das Plateau kann nur auf einem Forstweg auf der Südwestseite bestiegen werden; die Böschung des Burgkegels ist so steil, dass ein Aufstieg nicht möglich ist. Sowohl der Wall wie auch die Böschung des Burgkegels sind heute mit Bäumen bewachsen, die Grabensohle ist mit Brennnesseln und Gebüsch zugewuchert, das Plateau ist frei und mit einer Wiese bewachsen.

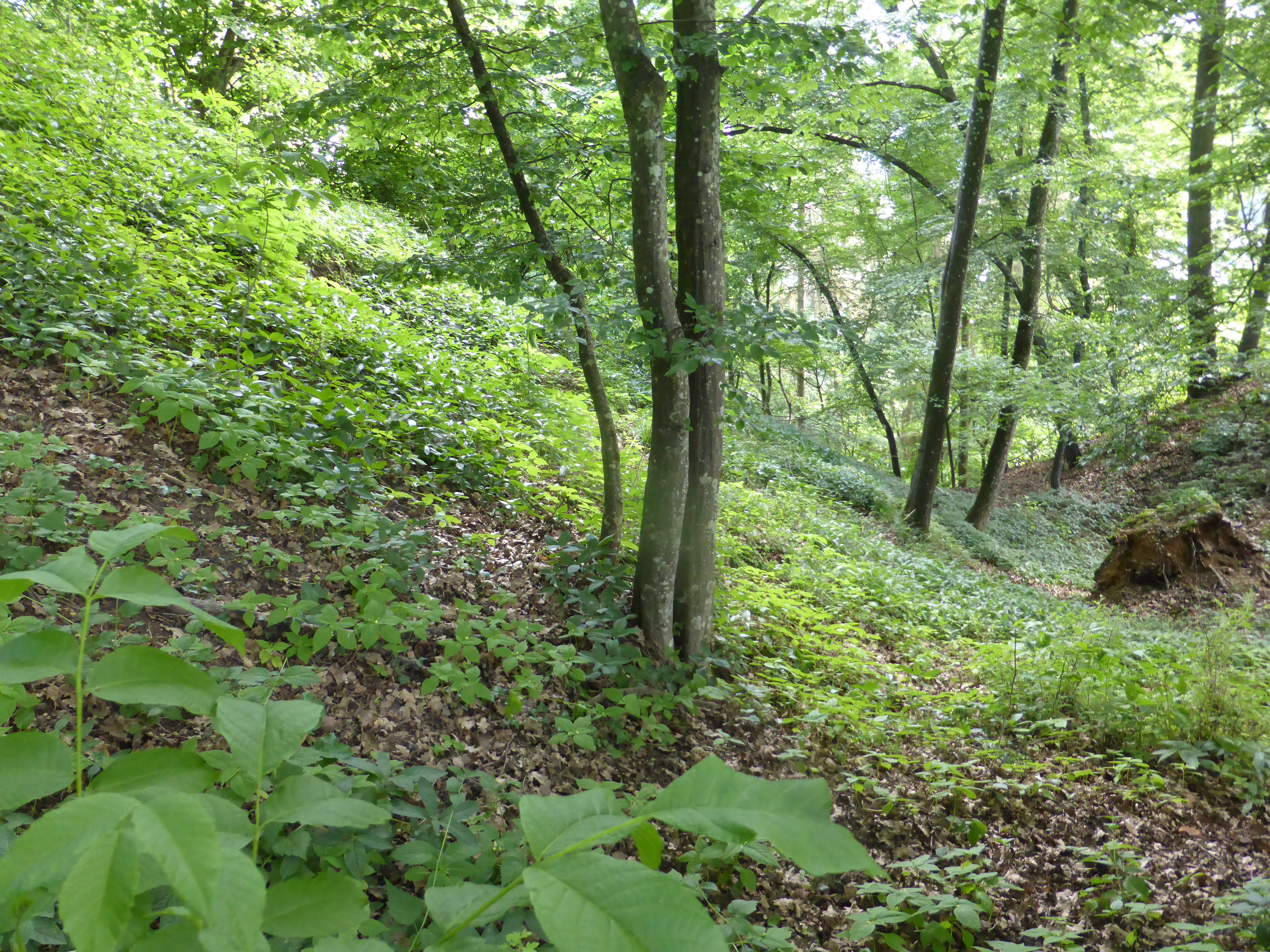
Umlaufender Wall und Grabensohle des Turmhügels Zanklau
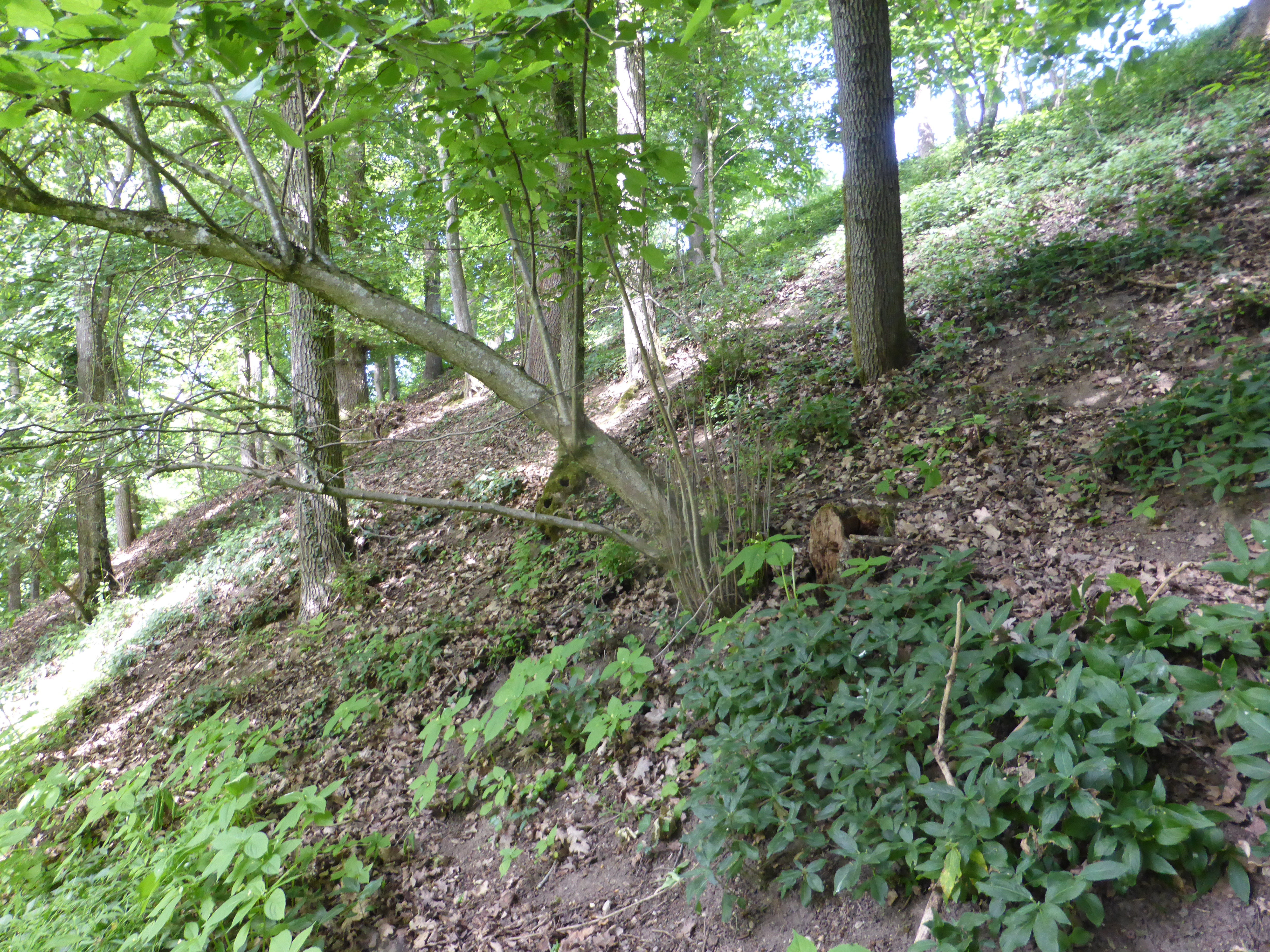
Böschung des Burgkegels
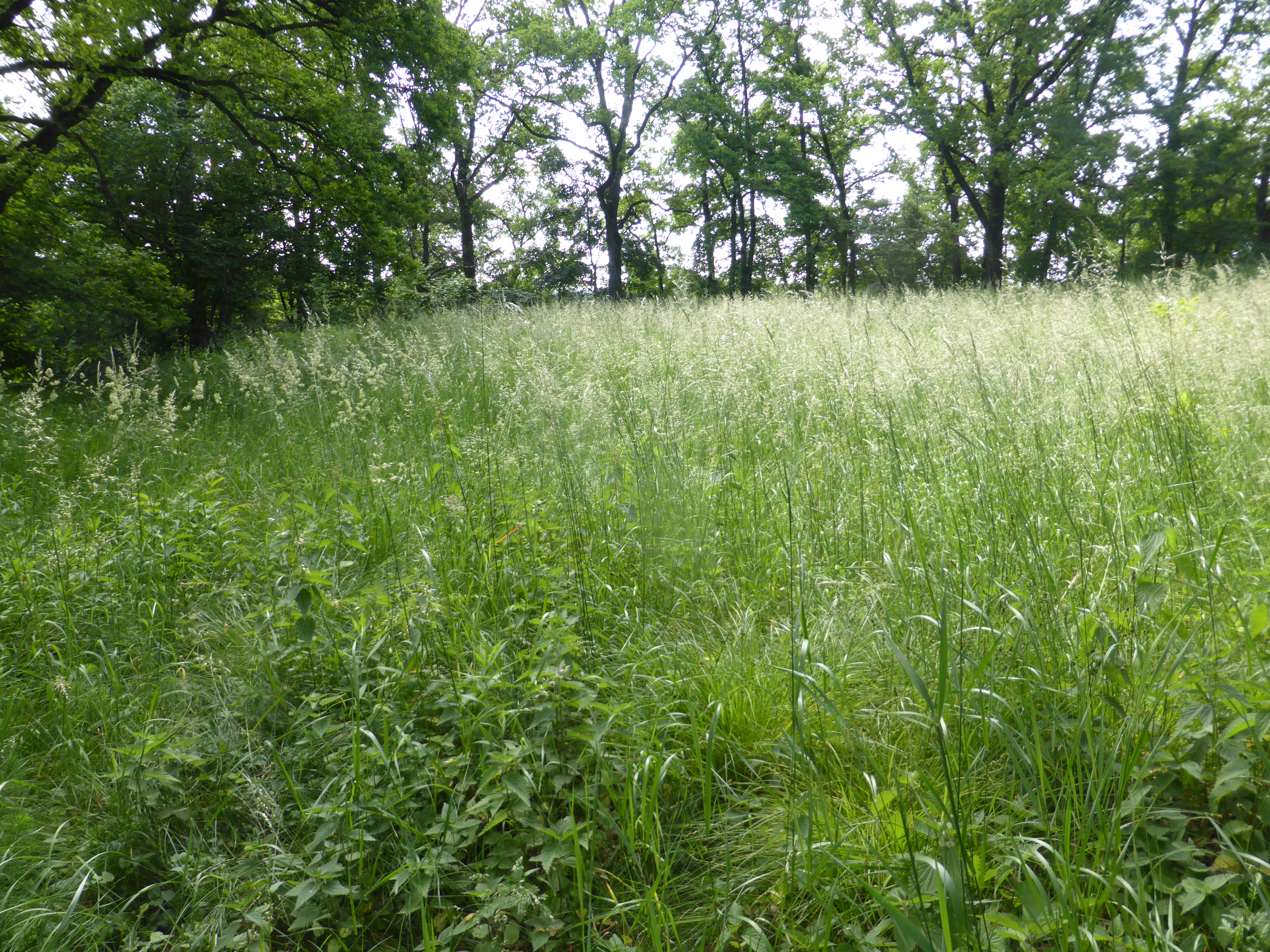
Plateau des Turmhügels Zanklau

## Geschichte
Die Gegend gehört dem um 1220 ausgestorbenen Geschlecht der Grafen von Zulling–Ellenbrechtskirchen. Danach fiel sie an das Bistum Passau und kam dann an die Wittelsbacher Herzöge von Bayern, von denen Ludwig der Kelheimer 1224 die Stadt Landau gründete.
Hier wurde ein romanischer Brettspielstein gefunden, der in der Prähistorischen Staatssammlung München aufbewahrt wird.